# サン・マテウス-ジャバクアラ都市間回廊

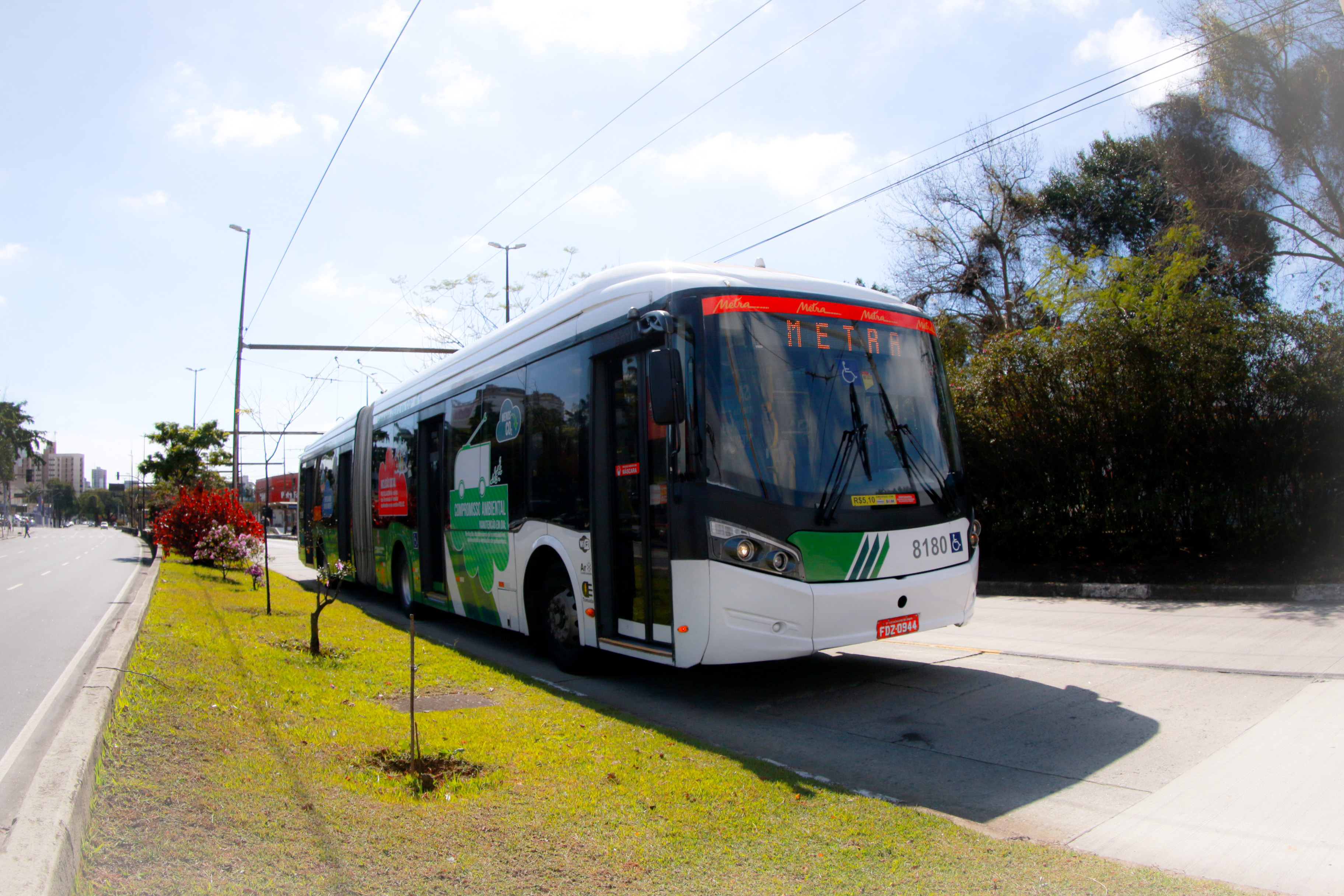
サン・マテウス-ジャバクアラ都市間回廊（ABD回廊）で使用されている連接式トロリーバス（2021年撮影）

サン・マテウス-ジャバクアラ都市間回廊（ポルトガル語: Corredor Metropolitano São Mateus - Jabaquara）、通称「ABD都市間回廊（Corredor Metropolitano ABD）」は、ブラジルの大サンパウロ都市圏に存在するバス・ラピッド・トランジット（BRT）（トロリーバス）の路線網。都市圏の中心地であるサンパウロのサン・マテウス地区やジャバクアラ地区と周辺都市を結ぶ電化路線で、愛称の「ABD」は路線が経由するサントアンドレ（Santo André）、サンベルナルド・ド・カンポ（São Bernardo do Campo）, ディアデマ（Diadema）の三都市に由来する。運営は公営企業のサンパウロ都市交通会社（Empresa Metropolitana de Transportes Urbanos de São Paulo、EMTU）から委託されたネクスト・モビリダード（Next Mobilidade）によって行われる。

## 歴史
サンパウロと周辺都市を結ぶ、道路と分離された専用レーンを走るトロリーバス（BRT）路線を建設する計画は1970年代から検討が始まっていたが、石油消費量の削減や大気汚染の抑制、公共交通網の改善、国内産業の活性化を目的に本格的に計画が動き出したのは、サンパウロ州の州令として発表された1983年の事であった。以降は順次工事が進められ、まず1988年12月にフェラソポリス（Ferrazópolis）とサン・テマウス地区を結ぶ路線が開通し、翌1990年10月に計画されていた残りの区間も営業運転を開始した。更に2010年7月にはディアデマ（Diadema）から分岐し、サンパウロのブルックリン・ノヴォ（Brooklin Novo）にある通勤列車（サンパウロ都市圏鉄道会社）のベリーニ駅（Berrini）を結ぶ支線が開通した。ただしこの時点では全区間の電化は行われておらず、一部区間ではトロリーバス車両ではなくディーゼルバスによる運用が行われており、非電化のままであったピラポリーニャ（Piraporinha） - ジャバクアラ地区の間の電化工事が完了したのは2011年となった。また、同時期には路線網の架線を始めとした既存の施設の大規模な改修工事や変電所、整流装置の整備が実施されている。
これらの路線の運営組織については、1997年以降サンパウロ都市交通会社（ETMU）から委託される形でメトラ（Metra）による運営が行われ、以降は同社による維持管理や更新工事が行われた。その後、2021年9月からは同社に代わりネクスト・モビリダード（Next Mobilidade）が運営による運営が実施されている。

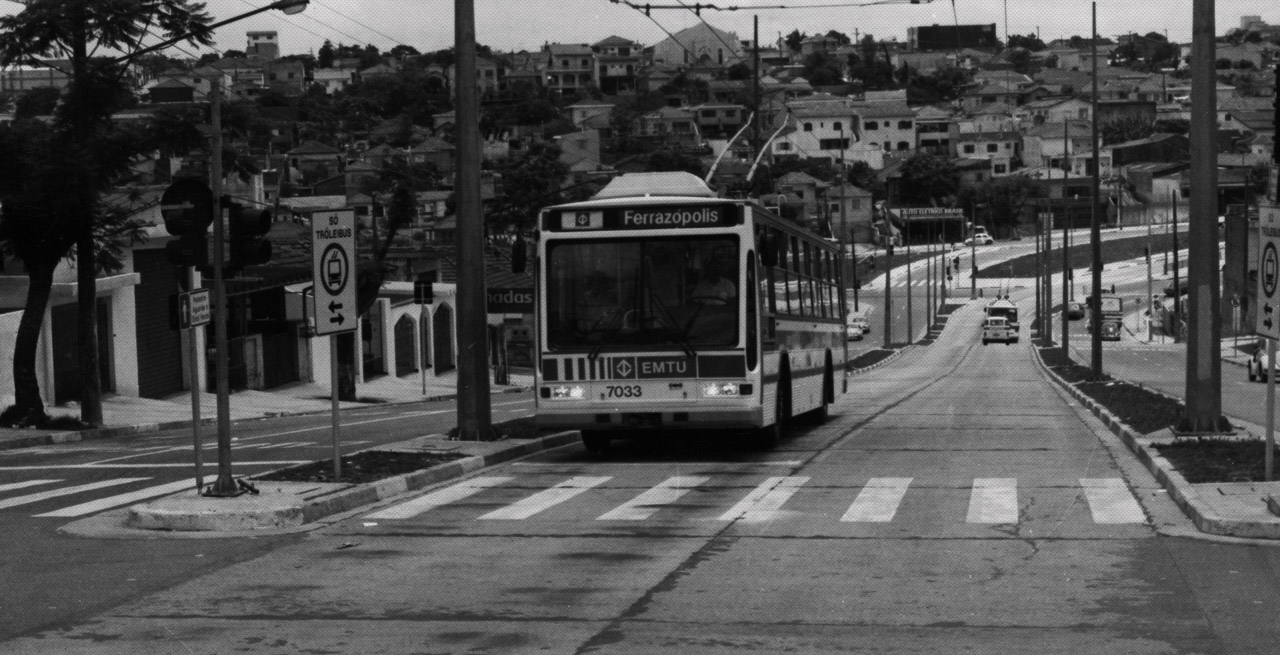
開通当初のABD都市間回廊（1988年撮影）
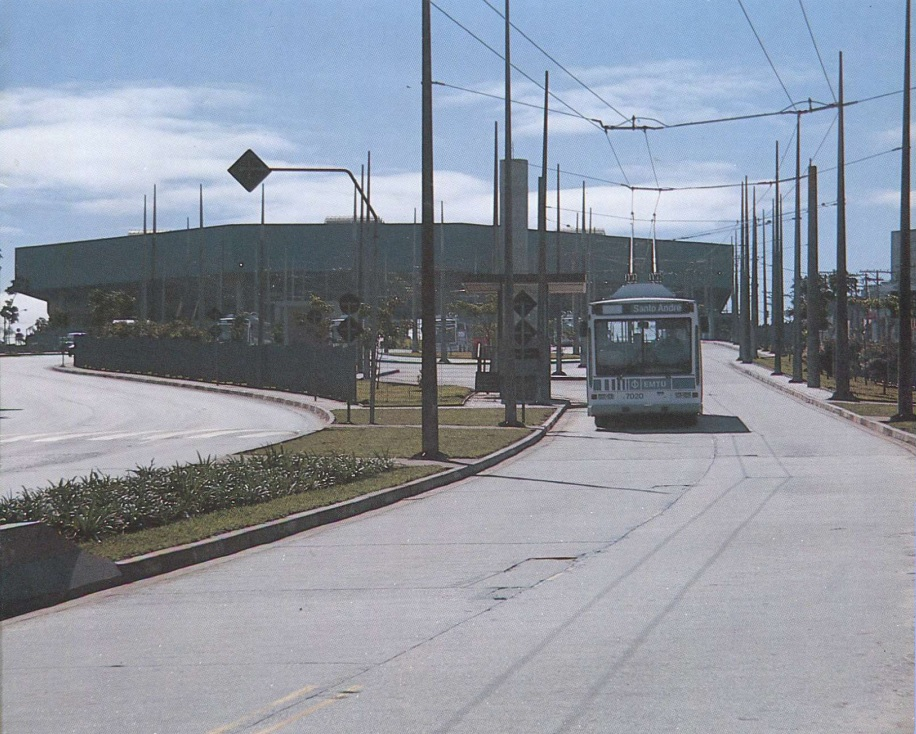
初期のトロリーバス車両（1989年撮影）

## 系統

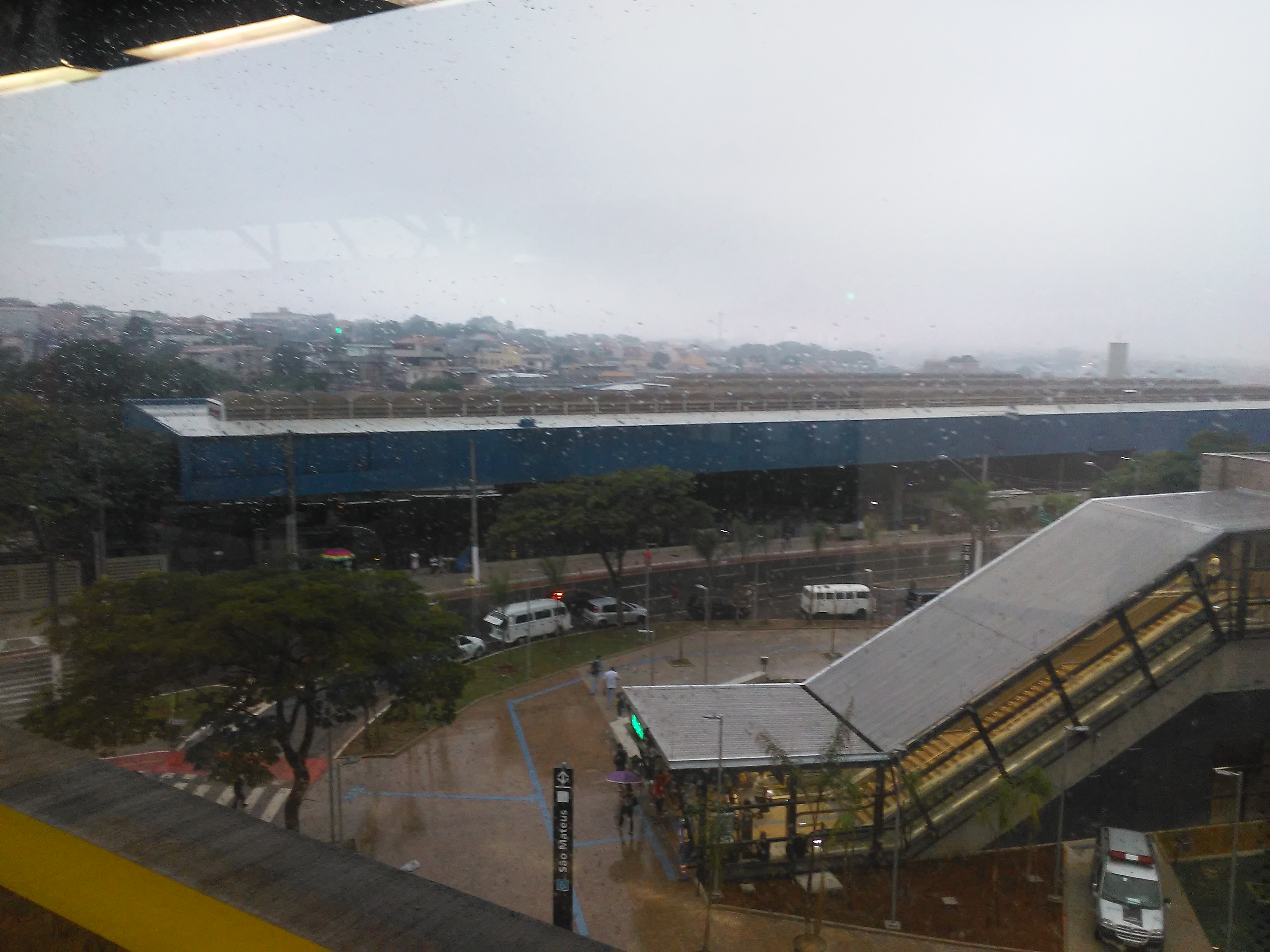
サンパウロ（サン・マテウス地区）のバスターミナル（Terminal Metropolitano São Mateus） （2020年撮影）
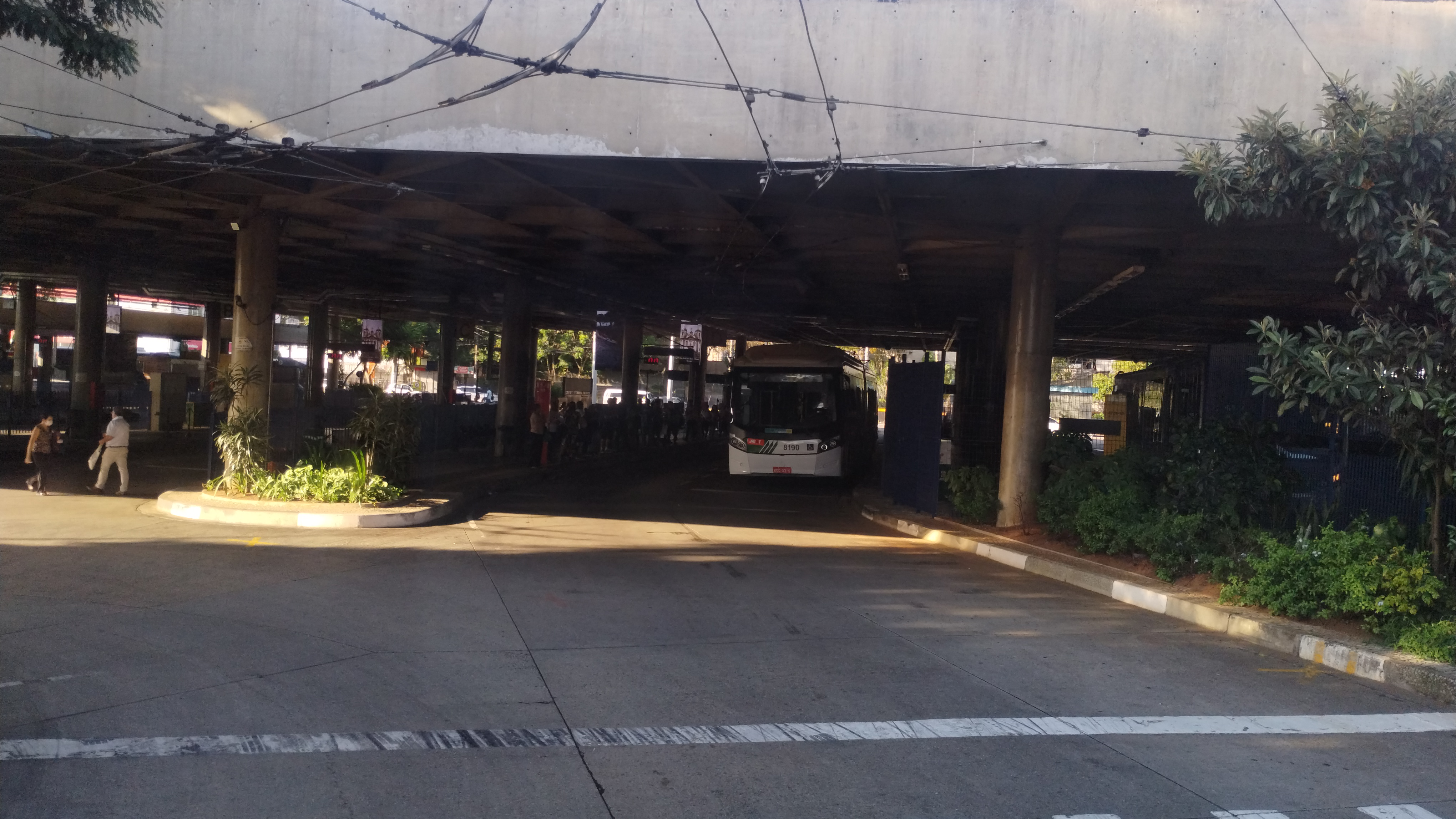
サンパウロ（ジャバクアラ地区）のバスターミナル（Terminal Metropolitano Jabaquara） （2024年撮影）

2024年8月時点で、サン・マテウス-ジャバグアラ都市間回廊（ABD都市間回廊）を経由する系統は以下の通りである。

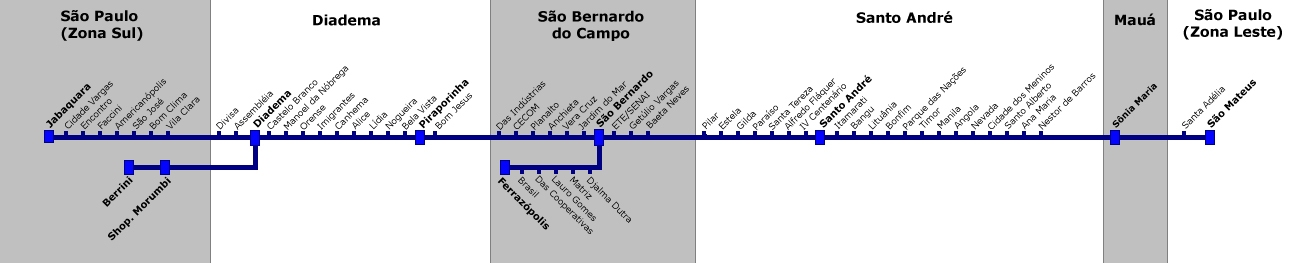
路線図

| 系統番号 | 起点                                     | 終点                                     | 参考・備考 |
| -------- | ---------------------------------------- | ---------------------------------------- | ---------- |
| 284      | Terminal Metropolitano São Mateus        | Terminal Metropolitano Santo André Oeste |            |
| 285      | Terminal Metropolitano São Mateus        | Terminal Metropolitano Ferrazópolis      |            |
| 286      | Terminal Metropolitano Santo André Oeste | Terminal Metropolitano Ferrazópolis      |            |
| 287      | Terminal Metropolitano Santo André Oeste | Terminal Metropolitano Diadema           |            |
| 287PIR   | Terminal Metropolitano Santo André Oeste | Terminal Metropolitano Piraporinha       |            |
| 288      | Terminal Metropolitano Ferrazópolis      | Terminal Metropolitano Jabaquara         |            |
| 288PIR   | Terminal Metropolitano Ferrazópolis      | Terminal Metropolitano Piraporinha       |            |
| 289      | Terminal Metropolitano Piraporinha       | Terminal Metropolitano Jabaquara         |            |
| 290      | Terminal Metropolitano Diadema           | Terminal Metropolitano Jabaquara         |            |
| 376      | Terminal Metropolitano Diadema           | Berrini                                  |            |

- サンパウロ（サン・マテウス地区）のバスターミナル（Terminal Metropolitano São Mateus）
（2020年撮影）
- サンパウロ（ジャバクアラ地区）のバスターミナル（Terminal Metropolitano Jabaquara）
（2024年撮影）

## 車両
サン・マテウス-ジャバグアラ都市間回廊（ABD都市間回廊）では、2023年時点でノンステップ式トロリーバス車両による運行が行われている他、一部の便にはディーゼルバスやハイブリッドバス、電気バスが用いられる事もある。ただし同年以降一部のノンステップトロリーバス（7201 - 7221）が駆動装置の不備により運用から離脱しており、代替としてディーゼルバスを改造した連接式トロリーバスが投入される事になっている。

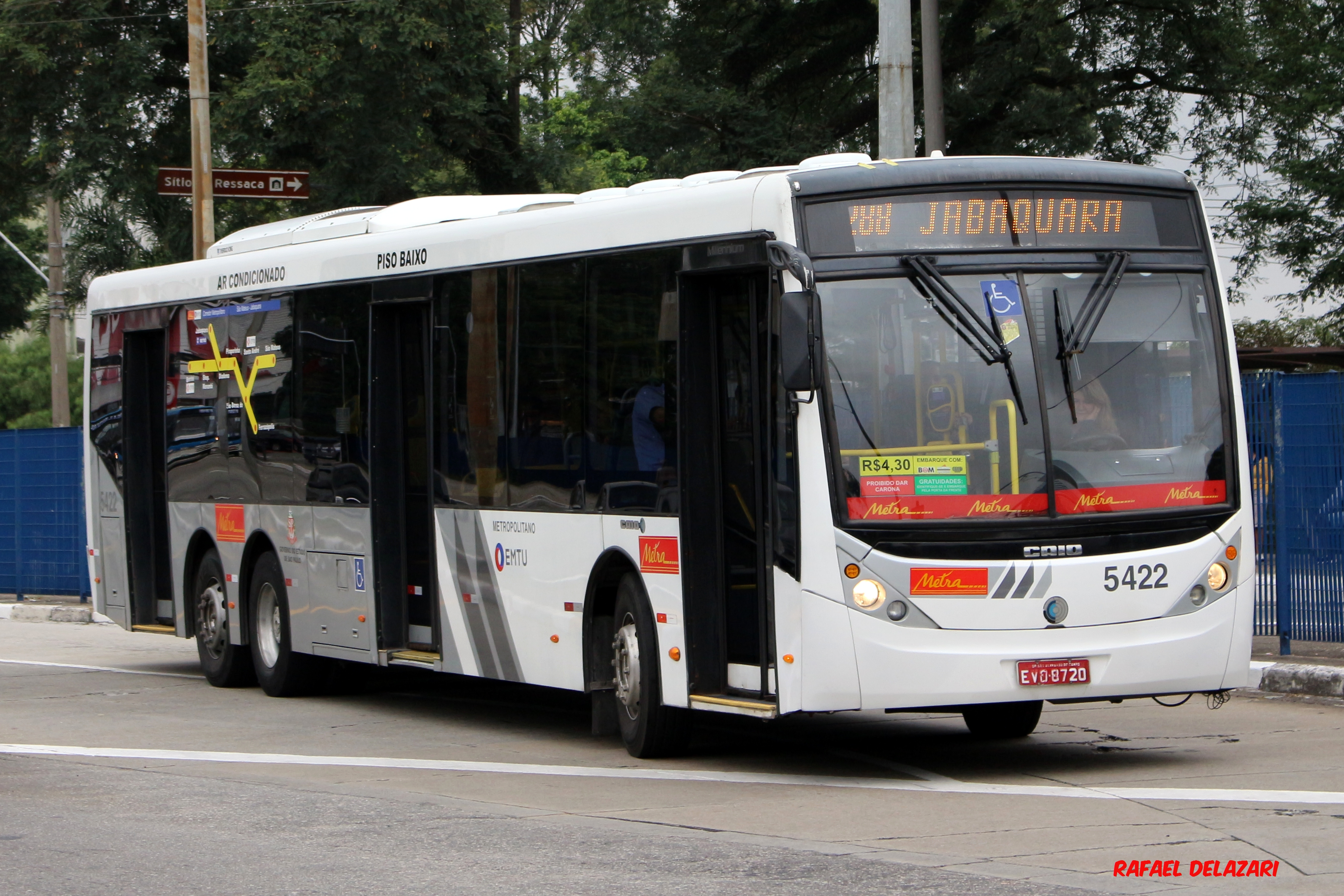
3軸ディーゼルバス（2017年撮影）
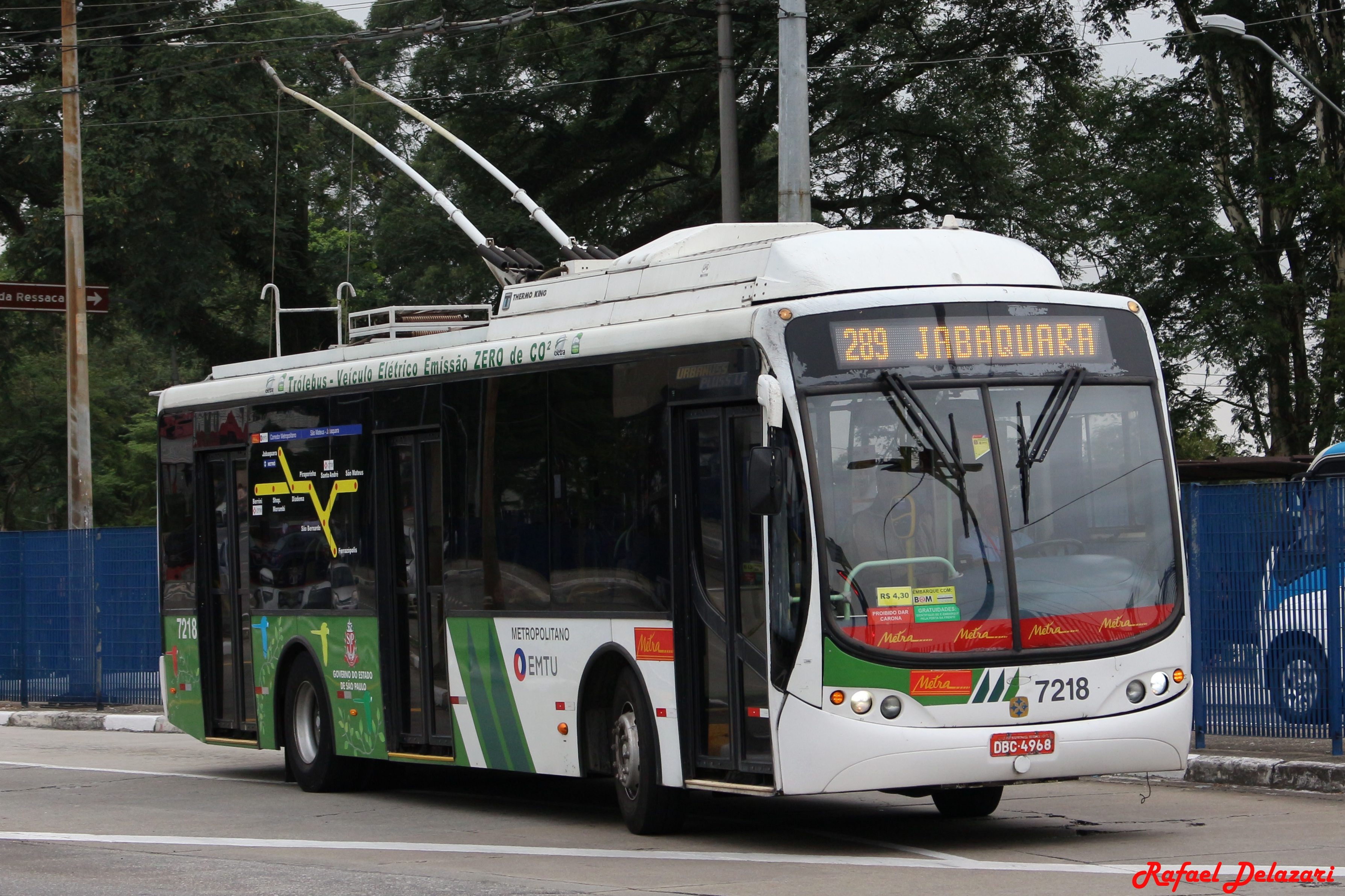
トロリーバス（7218）（2017年撮影）
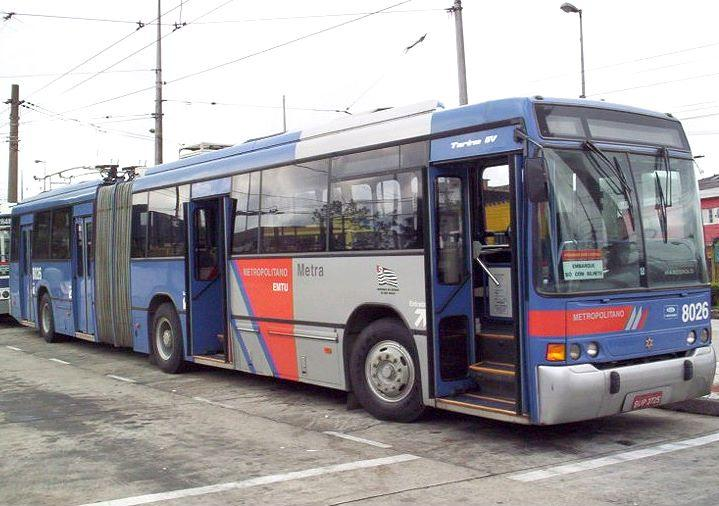
連接式トロリーバス（8026）（2007年撮影）
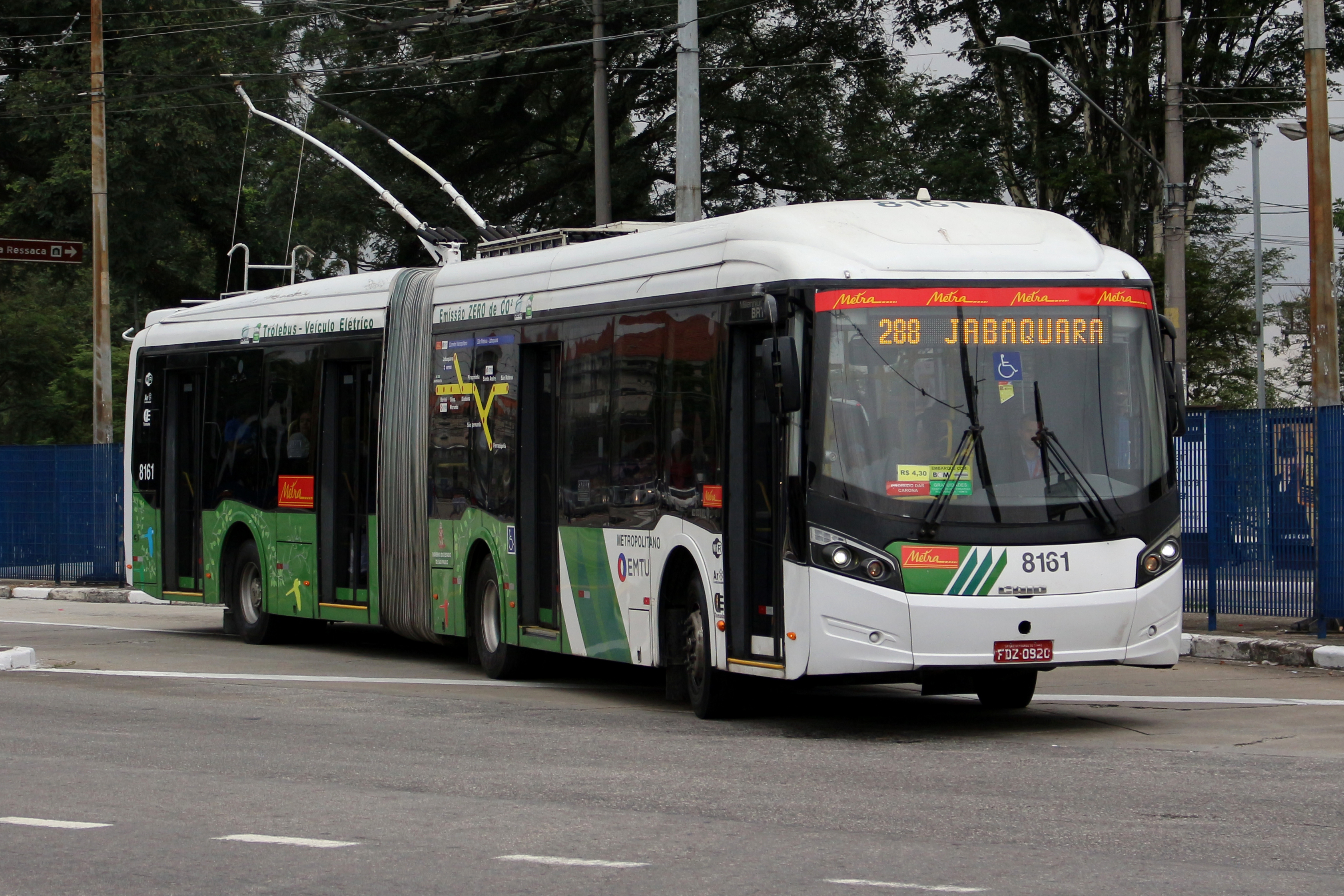
連接式トロリーバス（8161）（2017年撮影）
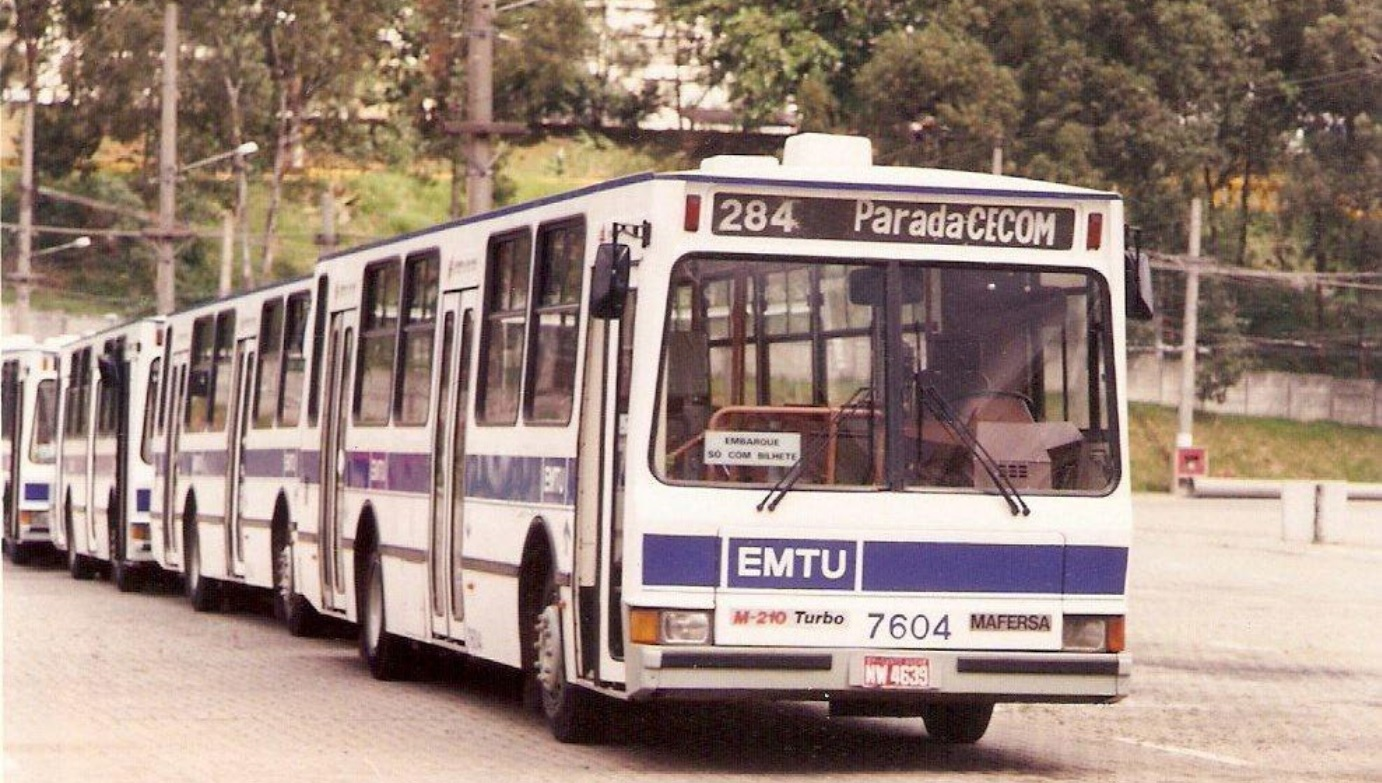
開通時に導入されたトロリーバス車両（1989年撮影）

## 参考資料
- Roberto Bartolomeu Berkes; Carlos Alberto Pinto Coecho; Caroline Claudino Lage (2013). “Trólebus no Corredor ABD História e evolução na ampliação da rede”. Brasil Engenharia 616:  110-113 2024年8月21日閲覧。.